# Droit écossais

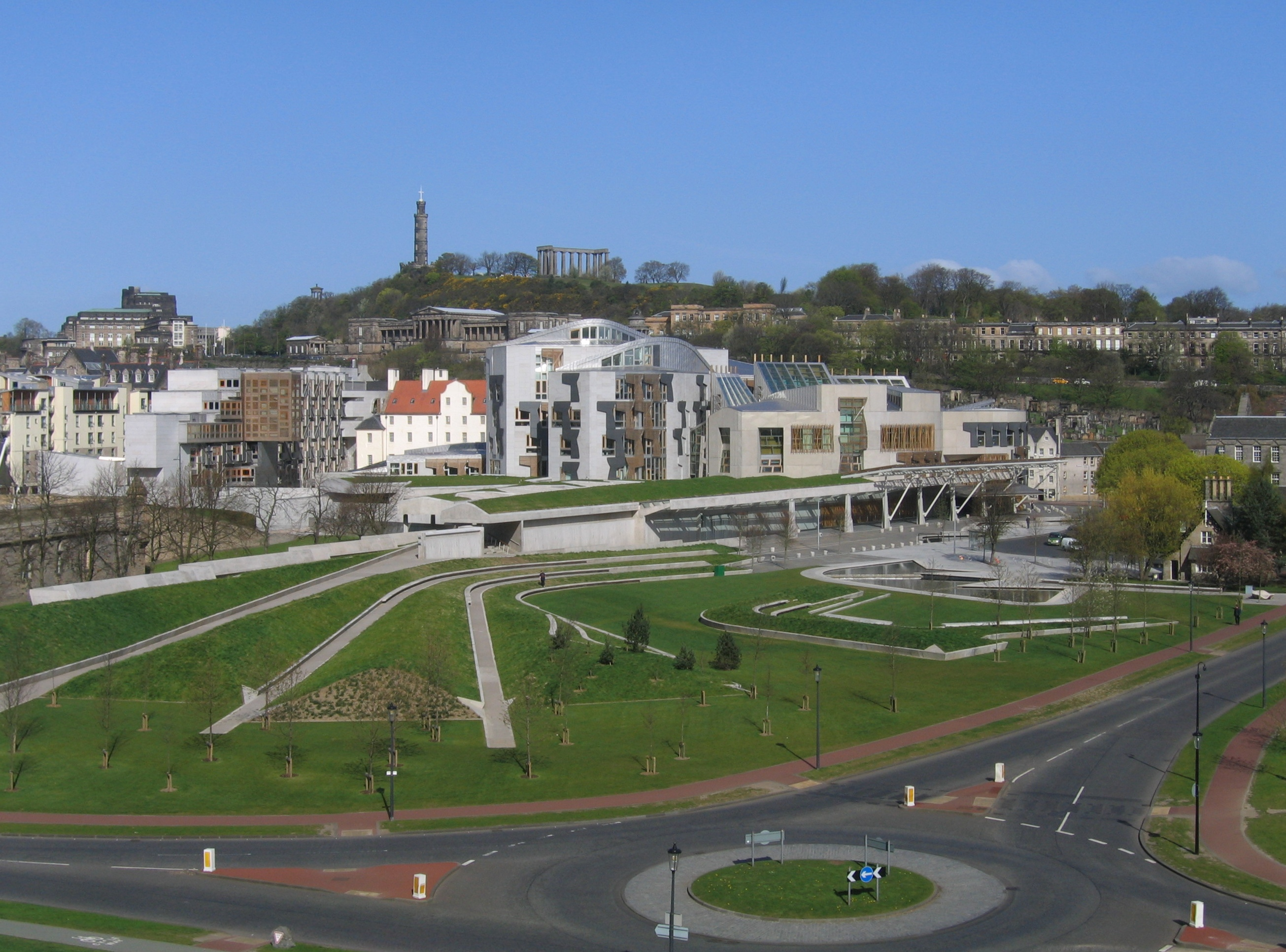
Parlement écossais à Édimbourg.

L'Écosse possède un système juridique mixte unique en Europe, basé sur la double base du droit romano-civiliste dans la lignée du Code de Justinien et de la common law récente (après l'union).

## Relations avec le Royaume-Uni et le droit régional
Pour un article plus général, voir Droit britannique.
Depuis l'Acte d'Union de 1707, la législature est partagée avec le reste du Royaume-Uni. Si le système législatif écossais est fondamentalement différent des systèmes gallois et anglais, il fut néanmoins influencé par ce dernier. Le parlement écossais, créé en 1999, peut légiférer sur certains sujets, définis par la Scotland Act 1998.
Depuis le traité de Rome en 1957, le droit de l'Union européenne a fait son entrée sur la scène écossaise. L'Écosse fait également partie de la Convention européenne des Droits de l'Homme.[réf. nécessaire]

## Particularismes
Le droit écossais se différencie principalement des droits anglais et nord-irlandais dans les domaines du patrimoine, du droit pénal, de la fiducie, de la succession, du système de preuves et du droit de la famille. Le droit commercial et le droit fiscal sont en revanche peu différents.
L'une des spécificités du droit écossais concerne la preuve en procédure pénale : en effet, le droit écossais retient le principe de corroboration des preuves, ce qui signifie que nul ne peut être condamné sur le fondement d'une seule preuve, quelle que soit sa présomption de validité.
La majorité civile est fixée à 16 ans, contre 18 ans en Angleterre, et les jurys comptent habituellement 15 membres au lieu de 12. 
D'ailleurs, un jury dans une affaire criminelle peut rendre un verdict de culpabilité ou d'acquittement, mais ce dernier pourrait être nuancé : soit « non coupable » soit « non prouvé » (not proven), c'est-à-dire que le parquet n'a pas réussi la charge de la preuve. La notion de « non prouvé » suscite la confusion voire la controverse d'où plusieurs demandes pour son abolition.